# ماجرایی زیر باران
ماجرایی زیر باران (به انگلیسی: Something in the Rain) یک مجموعه تلویزیونی از شبکه جی‌تی‌بی‌سی کره جنوبی به کارگردانی آن پان سوک است. سون یه جین و جونگ هه این بازیگران اصلی این مجموعه هستند. پخش این سریال از ۳۰ مارس ۲۰۱۸ در روزهای جمعه و شنبه‌، در ساعت ۲۳:۰۰ آغاز و جایگزین سریال مبهم شد.

## خلاصه داستان
یون جین آه (سون یه-جین) یک زن مجرد سی ساله است و به عنوان سرپرست و راهنما در یک شرکت قهوه کار می‌کند. او فرد بی خیالی است اما از درون احساس تهی بودن می‌کند. زمانی که سئو جون هی (جونگ هه این) برادر کوچکتر بهترین دوستش بعد از اتمام کارش در خارج از کشور به کره برگشت، برای یون جین آه دیگر یک پسر بچه نبود...

## بازیگران
سون یه جین در نقش یو جین آن. بازی در این مجموعه اولین حضور سون یه جین پس از پنج سال به صفحه نمایش خانگی است و نقش مقابل او را «جونگ هه این» بازی می‌کند. حضور در این سریال اولین نقش اصلی «جونگ هه این» در سریال‌های تلویزیونی است. او پیش از این در نقش‌های فرعی و کوتاه مجموعه‌های تلویزیونی ایفای نقش کرده و پس از سریال «زمانی که خواب بودی» به محبوبیت دست یافت.